# Żeglica

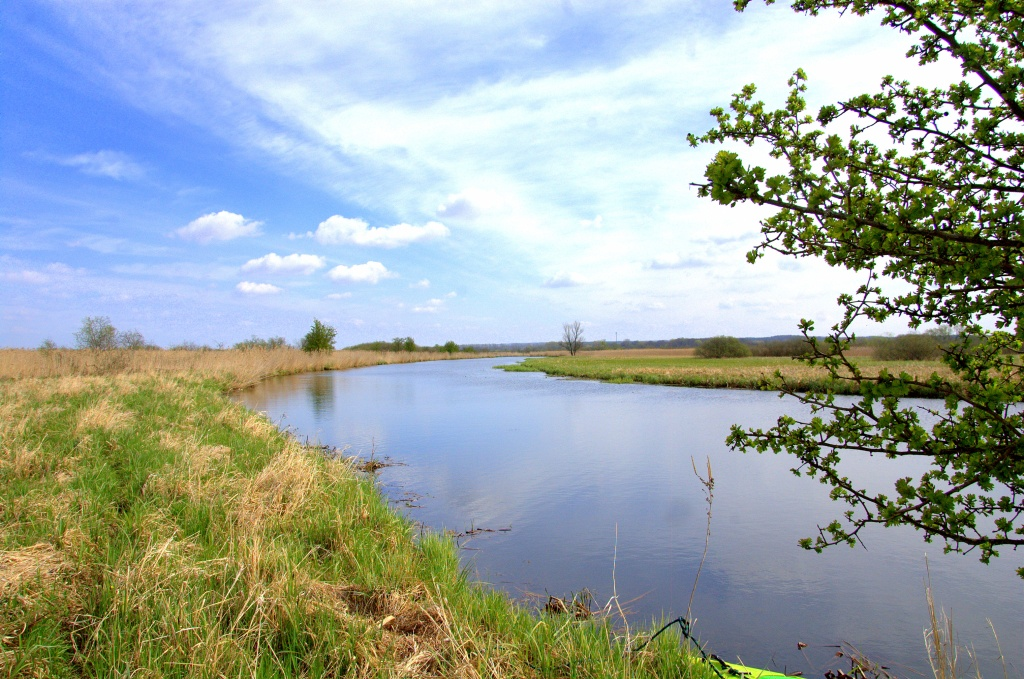
Żeglica - południowa część rzeki

Żeglica (spotykana jest także nazwa Kanał Żeglarski; niem. Seglitz) – kanał na Międzyodrzu, posiada nurt w kierunku północnym, ma meandry. Obecnie składa się z dwóch części sztucznie podzielonych podczas budowy autostrady. Dawniej oddzielała się bezpośrednio od Odry Wschodniej na wysokości Żabnicy, obecnie robi to za krótkim pośrednictwem kanału. Również naturalne ujście do Odry Zachodniej zostało zlikwidowane, wpada do Przecznicy.
Żeglica znajduje się w Gminie Gryfino i Gminie Kołbaskowo, na terenie Parku Krajobrazowego Doliny Dolnej Odry. Krótki fragment, przy samej autostradzie jest położony w Rezerwacie przyrody „Kanał Kwiatowy”.